# Cutthroat Island
Cutthroat Island est un jeu vidéo de plate-forme sorti en 1996 sur Game Boy, Game Gear, Mega Drive et Super Nintendo. Le jeu a été développé par Software Creations puis édité par Acclaim.
Il s'agit de l'adaptation du film L'Île aux pirates de Renny Harlin, sorti en 1995.